# Razac-sur-l'Isle
 Razac-sur-l'Isle  (en occitano Rasac d'Eila) es una población y comuna francesa, situada en la región de Aquitania, departamento de Dordoña, en el distrito de Périgueux y cantón de Saint-Astier.

## Demografía
| 1218 | 1364 | 1702 | 2062 | 2212 | 2276 |
| Para los censos de 1962 a 1999 la población legal corresponde a la población sin duplicidades (Fuente: INSEE [Consultar]) |      |      |      |      |      |